# Ludność Rudy Śląskiej
- 1950 - 33 962 (spis powszechny)
- 1955 - 38 893
- 1960 - 131 667 (spis powszechny)
- 1961 - 134 800
- 1962 - 136 900
- 1963 - 138 700
- 1964 - 140 200
- 1965 - 141 173
- 1966 - 142 300
- 1967 - 140 200
- 1968 - 140 400
- 1969 - 140 900
- 1970 - 143 122 (spis powszechny)
- 1971 - 143 208
- 1972 - 144 100
- 1973 - 146 700
- 1974 - 147 557
- 1975 - 149 623
- 1976 - 152 200
- 1977 - 155 900
- 1978 - 155 900 (spis powszechny)
- 1979 - 156 800
- 1980 - 159 097
- 1981 - 161 588
- 1982 - 162 747
- 1983 - 162 769
- 1984 - 164 594
- 1985 - 166 081
- 1986 - 167 246
- 1987 - 167 861
- 1988 - 168 467 (spis powszechny)
- 1989 - 169 780
- 1990 - 171 034
- 1991 - 171 645
- 1992 - 167 685
- 1993 - 167 971
- 1994 - 166 564
- 1995 - 165 873
- 1996 - 165 182
- 1997 - 163 014
- 1998 - 159 665
- 1999 - 154 903
- 2000 - 152 280
- 2001 - 151 039
- 2002 - 149 659 (spis powszechny)
- 2003 - 148 361
- 2004 - 147 403
- 2005 - 146 582
- 2006 - 145 471
- 2007 - 144 584
- 2008 - 143 930
- 2009 - 143 394
- 2010 - 143 566
- 2011 - 143 024 (spis powszechny)
- 2012 - 142 346
- 2013 - 141 869

## Powierzchnia Rudy Śląskiej
- 1995 - 77,67 km²
- 1997 - 77,59 km²
- 2006 - 77,73 km²